# Fan-Tan
Fan-Tan o Fantan (番攤 fāntān), letteralmente "divisioni ripetute") è un gioco d'azzardo di origine cinese.

## Storia
Il gioco, che ha origine antichissime e di cui infatti se ne trovano tracce fin dal periodo delle dinastie del Nord e del Sud, si è diffuso in maniera capillare soprattutto nella Cina meridionale durante la dinastia Qing. Il nome attuale risale però solo alla metà del XIX secolo, poiché in precedenza veniva chiamato yanqian 掩錢 (letteralmente “monete coperte”) oppure tanxi 攤
戲, tanqian 攤錢, yiqian 意錢. Divenne il gioco d'azzardo più diffuso nella zona di Canton durante il periodo repubblicano..
Per via della grande emigrazione cinese nella seconda metà del XIX secolo il Fan-Tan poteva essere giocato ovunque si trovassero comunità più o meno nutrite di cinesi; nella Chinatown di San Francisco, ad esempio, se ne contavano a decine. Attualmente non più popolare come un tempo, soppiantato da giochi importati dall'occidente come il Baccarat o di origine locale come il Sic bo, il Mah Jong e il Pai gow, può essere giocato ancora in pochi posti, principalmente in alcune case da gioco di Macao.

## Regole
Il croupier mescola un gruppo di piccoli oggetti (generalmente bottoni, ma anche piccole monete, semi, fagioli secchi) sotto una grande campana di vetro o metallo. I giocatori possono piazzare le loro fiches sull'area relativa alla puntata che vogliono effettuare (1, 2, 3, 4 o combinazioni di due di questi numeri). Quando tutte le puntate sono state piazzate il croupier scopre i bottoni e ne prende un numero casuale separandoli dagli altri, rovescia questi bottoni sul tavolo e inizia a dividerli con una asticella in gruppi di quattro.
L'ultimo gruppo potrà avere 1, 2, 3 o 4 bottoni, e a seconda del risultato i giocatori che hanno puntato sul numero vincente ritirano la vincita. Il pagamento della vincita è 3 a 1 in caso di vittoria con numero secco, tuttavia la casa da gioco trattiene una percentuale del 5% sulle vincite. Quindi ad esempio se un giocatore punta 100$ sul 3 e nell'ultimo gruppo di bottoni ci sono 3 elementi, quel vincitore riceverà 285$ (300$ meno il 5%).